# 文明堂新宿店
株式会社文明堂新宿店（ぶんめいどうしんじゅくてん）は、かつて存在した日本の製菓業者である。
2010年10月1日に文明堂日本橋店と合併し、文明堂東京となった。

## 沿革
- 1900年（明治33年）1月 - 中川安五郎が長崎市丸山町72番地で創業。
- 1922年（大正11年）3月1日 - 宮﨑甚左衛門が東京市下谷区東黒門町4番地(現・東京都台東区上野)に東京支店を開設。
- 1923年（大正12年）
  - 9月1日 - 関東大震災で東京支店を焼失。長崎に一時帰省する。
  - 10月末 - 麻布区箪笥町69番地(現・東京都港区六本木)に東京支店を再建。
- 1925年（大正14年） - 宮内省（現・宮内庁）御用達を賜る。
- 1933年（昭和8年）12月20日 - 新宿支店開店。
- 1939年（昭和14年）2月12日 - 銀座支店開店。
- 1944年（昭和19年） - カステラの製造販売を中止。
- 1945年（昭和20年）
  - 1月27日 - 空襲で銀座支店焼失。
  - 5月25日 - 空襲で東京支店、新宿支店焼失。
- 1946年（昭和21年） - 東京・横浜・神戸等の地方支店を総本店から経営分離。
- 1961年（昭和36年） - 新宿花園工場操業開始。
- 1962年（昭和37年） - テレビCM開始。
- 1974年（昭和49年） - 武蔵村山工場操業開始。
- 2010年（平成22年）10月1日 - 文明堂日本橋店と合併し、株式会社文明堂東京を設立。

## 事業所
- 本社
  - 東京都新宿区新宿1丁目17-11 BN御苑ビル
- 新宿本店
  - 東京都新宿区新宿1丁目19-4
- 武蔵村山工場
  - 東京都武蔵村山市伊奈平2-19-1

## 商品
- カステラ
- 特撰五三カステラ
- 和蘭西葡かすて羅
- 三笠山
- 黄金三笠山
- カステラ巻